# Anodonthyla pollicaris
Anodonthyla pollicaris es una especie  de anfibios de la familia Microhylidae.

## Distribución geográfica
Es  endémica del este de Madagascar. Sobre todo en el parque nacional de Andasibe-Mantadia.

## Morfología
Miden alrededor de 20 mm.